# آيت بكار (الخلالطة)
آيت بكار هو دُوَّار يقع بجماعة أولاد ناصر، إقليم الفقيه بن صالح، جهة بني ملال خنيفرة في المملكة المغربية. ينتمي الدوّار لمشيخة الخلالطة التي تضم 9 دواوير. يقدر عدد سكانه بـ 859 نسمة حسب الإحصاء الرسمي للسكان والسكنى لسنة 2004.

## وصلات خارجية
- البوابة الوطنية للجماعات الترابية
- المندوبية السامية للتخطيط